# بالگردگاه مرکز پزشکی هولی روزاری
بالگردگاه مرکز پزشکی هولی روزاری (به انگلیسی: Holy Rosary Medical Center Heliport) یک فرودگاه خصوصی است. این فرودگاه در کشور کانادا قرار دارد و در ارتفاع ۶۵۶ متری از سطح دریا واقع شده‌است.